# اسفنج آهکی آفریقایی
اسفنج آهکی آفریقایی (نام علمی: Clathrina africana) نام یک گونه از رده اسفنج‌های آهکی است.